# خط طول 37° غرب
خط طول 37° غرب هو أحد خطوط الطول الجغرافية، والتي تمتد من القطب الشمالي الجغرافي إلى القطب الجنوبي الجغرافي، وحسب التحويل الزمني يتأخر خط طول 37° غرب عن خط غرينتش بساعتين و28 دقيقة.

## من القطب إلى القطب
ينطلق خط طول 37° غرب من القطب الشمالي نحو القطب الجنوبي مرورا بالمناطق التي ترد في الجدول التالي:
| الإحداثيات                         | البلد أو الإقليم أو البحر              | ملاحظات |
| ---------------------------------- | -------------------------------------- | --- |
| 90°0′N 37°0′W / 90.000°N 37.000°W  | المحيط المتجمد الشمالي                 | |
| 83°27′N 37°0′W / 83.450°N 37.000°W | جرينلاند                               | Mainland and some islands |
| 65°37′N 37°0′W / 65.617°N 37.000°W | المحيط الأطلسي                         | |
| 4°56′S 37°0′W / 4.933°S 37.000°W   | البرازيل                               | ريو غراندي دو نورتي بارايبا — from 6°42′S 37°0′W / 6.700°S 37.000°W بيرنامبوكو — for about 4 km from 7°28′S 37°0′W / 7.467°S 37.000°W Paraíba — from 7°30′S 37°0′W / 7.500°S 37.000°W Pernambuco — from 8°16′S 37°0′W / 8.267°S 37.000°W ألاغواس — from 9°19′S 37°0′W / 9.317°S 37.000°W سيرجيبي — from 9°58′S 37°0′W / 9.967°S 37.000°W |
| 10°55′S 37°0′W / 10.917°S 37.000°W | المحيط الأطلسي                         | |
| 54°3′S 37°0′W / 54.050°S 37.000°W  | جورجيا الجنوبية وجزر ساندويتش الجنوبية | Island of جزيرة جورجيا الجنوبية |
| 54°21′S 37°0′W / 54.350°S 37.000°W | المحيط الأطلسي                         | Passing just east of Annenkov Island, جورجيا الجنوبية وجزر ساندويتش الجنوبية (at 54°30′S 37°1′W / 54.500°S 37.017°W) |
| 60°0′S 37°0′W / 60.000°S 37.000°W  | المحيط الجنوبي                         | |
| 77°58′S 37°0′W / 77.967°S 37.000°W | القارة القطبية الجنوبية                | المطالب الإقليمية بالقارة القطبية الجنوبية by both الأرجنتين (المقاطعة الأرجنتينية بالقارة القطبية الجنوبية) and المملكة المتحدة (المقاطعة البريطانية بالقارة القطبية الجنوبية) |